# Orlja (Czarnogóra)
Orlja (cyr. Орља) – wieś w Czarnogórze, w gminie Pljevlja. W 2011 roku liczyła 84 mieszkańców.